# Agència Espanyola de Cooperació Internacional per al Desenvolupament
La Agència Espanyola de Cooperació Internacional per al Desenvolupament (AECID) és una Agència Estatal d'Espanya, creada al novembre de 1988 com a òrgan de gestió de la política espanyola de cooperació internacional per al desenvolupament i orientada a la lluita contra la pobresa i al desenvolupament humà sostenible. Està adscrita al Ministeri d'Afers Exteriors i de Cooperació a través de la Secretaria d'Estat de Cooperació Internacional i per a Iberoamèrica (SECIPI).
L'estructura exterior de l'AECID està formada per Oficines Tècniques de Cooperació (OTC), Centres Culturals (CC) i Centres de Formació (CF), situats als països on duu a terme la seva actuació. En total, l'Agència compta amb més de mil treballadors, tant a la seu central com als seus centres a l'exterior i està present en 33 països.

## Història
El seu nom original era Agència Espanyola de Cooperació Internacional (AECI), però el Reial Decret 1403/2007, de 26 d'octubre, reformà el seu estatut i va canviar el seu nom per l'actual.

## Objectius
L'Agència és responsable del disseny, l'execució i la gestió dels projectes i programes de cooperació per al desenvolupament, ja sigui directament, amb els seus propis recursos, o bé mitjançant la col·laboració amb altres entitats nacionals i internacionals i organitzacions no governamentals.

## Òrgans de govern
Els òrgans de govern de l'AECID són el president i el Consell Rector. Els membres del Consell són nomenats pel ministre d'Afers exteriors i de Cooperació, i la seva principal funció és l'aprovació dels objectius i plans d'acció, així com del seu pressupost.

## Plans directors de la Cooperació Espanyola
Per al compliment de la seva missió, l'AECID ha de posar en pràctica les directrius recollides en els plans directors de la Cooperació Espanyola. Aquests Planes es fonamenten en els principis de la Declaració de París sobre Eficàcia de l'Ajuda (2005).
El primer Pla Director va abastar el període 2001-2004. El IV Pla Director de la Cooperació Espanyola va abastar de 2013-2016.

## Programes

### Voluntaris de les Nacions Unides
Com a part de l'aliança existent des de fa molt temps entre el programa Voluntaris de les Nacions Unides i AECID, el servei Voluntariat en Línia va rebre d'AECID una contribució financera per als anys 2012 i 2013 destinada a recolzar activitats de promoció al món hispanoparlant. Els esforços es van centrar a fomentar l'ús del servei per part d'organitzacions de la societat civil i entitats governamentals a Amèrica Llatina.